# 日本大相撲トーナメント
日本大相撲トーナメント（にほんおおずもうトーナメント）は、勧進元をフジテレビジョンがつとめる大規模な花相撲、及びそれを中継する放送番組名である。毎年2月上旬の日曜日に開催されており、大会賞金総額は1132万円。地上波テレビではフジテレビ系列全国ネットで開催日の16:05 - 17:20の枠で放送されている。また、地上波の中継に先駆けて一部年度ではBSフジで十両大会やOB戦、CS放送（スカパー!・ケーブルテレビ・IP放送向け）のフジテレビONEでは幕内大会のうち、地上波放送前の序盤戦（概ね1・2回戦）を生中継している。

## 概要
幕内・十両の力士が、それぞれシングルイリミネーショントーナメント（ノックアウトトーナメント）により優勝を争うというもので、優勝のためには一日で何番もこなした上で、それらに全て勝つ必要がある（十両の決勝のみ巴戦）。
かつては土曜・日曜の2日間開催で、初期は十両以下でもトーナメント戦が組まれ（詳しい様式は不明）、1980年代後半に入ってからは幕内トーナメント戦が各日違った組み合わせで行われ、最後に1日目の優勝者と2日目の優勝者との間で優勝決定戦を行い総合優勝を決定していた。また、以前は部屋別対抗戦、および引退した力士によるOB戦（往年の名勝負）も1998年まで行われたことがあり、それぞれ日曜昼（競馬中継の前の時間帯）または深夜にフジテレビ系列で放送されていた。OB戦自体は、2016年の第40回大会で記念として復活開催したが、テレビ中継は行われなかった。第四十九回大会では、OB戦に代わって横綱豊昇龍の綱締実演を行う予定だったが、同大会のテレビ・ラジオ中継が、後述の理由により、中止となった。
2012年まで、西暦偶数年初場所後に実施の日本相撲協会の役員改選により新たに起用された審判委員は、本大会でデビューしていた。
2025年は、男性タレント（当時）による女性トラブルに関して、フジテレビの社員が関与していたという疑惑が報じられたことを受けて、公式サイトから協賛企業の掲出が削除されたことが、1月24日に報じられた。その後、協賛を予定していた企業の3社が辞退したことが明らかになった。その後、同月30日にフジテレビ及び文化放送での中継を取りやめた上で、興行内容も一部変更することを発表した。

## 大会運営
- 主催：フジテレビジョン
- 後援：日本相撲協会、文化放送、産経新聞・サンケイスポーツ
- 特別協賛：Sky株式会社（第四十八回）
  - 2016年 - 2023年には、ジャパネットホールディングスが特別協賛社であった関係で、大会の正式名称が「ジャパネット杯日本大相撲トーナメント第（漢数字）回大会」になっていた。
  - なお、準決勝以降の取組時には、フジテレビ・産経新聞社・文化放送・協賛各社より懸賞金が用意される。この大会限定で、フジテレビの社章・フジサンケイグループのシンボルマークである目玉マークが大きく刺しゅうされた懸賞旗が用意される。

## 幕内トーナメント
直前場所（1月場所）時点での幕内力士が参加対象（十両陥落が濃厚な力士であっても、あくまで1月場所時点での番付が基準であるため、幕内トーナメントに参加する）。
ほとんどの力士は2回戦からの参加となる。1月場所時点で前頭下位の力士は1回戦からの参加となり、その1回戦は前頭下位同士の取組となる。例年、1回戦から参加する力士よりも、2回戦から参加する力士のほうが多い。本場所では、優勝決定戦しか起こりえない同部屋対決の組み合わせになる可能性があることも本大会の特徴である。
2日制だった2002年までも、両日のトーナメントは現在と同じような形式である。
優勝者には賞金250万円と優勝杯が授与される。またフジテレビ・文化放送・協賛企業の各社から副賞が授与される。

## 十両トーナメント
直前場所（1月場所）時点での十両力士が参加対象（こちらも幕下陥落ないし幕内昇進濃厚であっても関係ない）。
十両力士を3つのブロックに分け、ブロック毎にトーナメント行い、各ブロックを勝ち上がった3力士により巴戦を行い、巴戦の勝者が優勝となる。

## （参考）部屋別対抗戦
2002年まで行われていたが、現在は行われていない。
直前場所（1月場所）時点での序二段、三段目、幕下、十両力士が参加対象。
1チーム5名で行われる。チーム編成は、序二段1名、三段目1名、幕下2名、十両1名である。なお、部屋によってはこの5名を編成できない部屋（三段目力士がいない等）もあるため、中には2つ以上の部屋が合同チームを作ったり、一門として合同チームを編成することもあった。
競技方式は、各チームの同じ地位の力士同士が対戦し、勝った側に得点を加算（序二段=1点、三段目=2点、幕下=各3点、十両=4点）、合計得点の多いチームが勝ち抜きとなる。そのため、2勝3敗でもチームが勝ち抜ける可能性（一方のチームが序二段・三段目・幕下が勝ち、もう一方が幕下、十両が勝った場合、6対7で後者の勝利）があった。

## アトラクション
現在は、幕内・十両トーナメントの他に、初っ切り、相撲甚句、太鼓、髪結、横綱の綱締めなど、花相撲でおなじみのアトラクションが開催される。
上記以外に最近では相撲講座（2008年まではみのもんたが司会）が行われている。なお、1990年代には「往年の名勝負・OB戦五番勝負」と題して、親方同士の取組を行なったことがあった（その時のテレビの実況は向坂樹興・解説は向坂松彦の甥・叔父コンビ）。
2023年・第四十七回大会においては、上記の相撲普及講座、OB戦（実況・解説：鶴竜親方、出場者：春日山親方（元・勢）vs荒汐親方（元・蒼国来）、友綱親方（元・魁聖）vs山科親方（元・豊響）のほか、開門時の先着順抽選券により若隆景、豊昇龍と撮影できる記念写真撮影会が行われた。

## 中継

### テレビ
2009年
- フジテレビ系列28局
- 実況：向坂樹興
- 解説：九重親方（元・千代の富士）
- 花道解説：振分親方（元・武蔵丸）
- 花道リポーター：平井理央、本田朋子
- 優勝力士インタビュアー：大野勢太郎（テレビ・ラジオ共通）
- ゲスト：古田敦也、関根勤

2010年
- フジテレビ系列28局
- 実況：向坂樹興
- 解説：九重親方（元・千代の富士）
- 花道解説：振分親方（元・武蔵丸）
- 花道リポーター：斉藤舞子、本田朋子
- ゲスト：国分太一（TOKIO）、玉ノ井親方（元・栃東）

2012年
- フジテレビ系列28局
- 実況：向坂樹興
- 解説：浅香山親方（元・魁皇）
- ナビゲーター：小倉智昭
- 花道リポーター：平井理央、本田朋子

2013年
- フジテレビ系列28局
- 実況：向坂樹興、立本信吾
- 解説：北の湖理事長（一代年寄）
- 花道リポーター：宮澤智、久代萌美
- ゲスト：千原ジュニア（千原兄弟）、振分親方（元・高見盛）

2014年
- フジテレビ系列28局
- 実況：鈴木芳彦
- 解説：二子山親方（元・雅山）
- 花道リポーター：細貝沙羅、内田嶺衣奈
- ゲスト：デーモン閣下、元・把瑠都

2015年
- フジテレビ系列28局
- 実況：向坂樹興
- 解説：玉ノ井親方（元・栃東）
- 花道リポーター：山根千佳
- ゲスト：やくみつる

2016年
- フジテレビ系列28局
- 実況：鈴木芳彦
- 解説：芝田山親方（元・大乃国）
- 花道リポーター：山根千佳

2017年・2018年
- フジテレビ系列28局
- 実況：向坂樹興、鈴木芳彦
- 解説：芝田山親方（元・大乃国）
- 花道リポーター：山根千佳
- OB戦・相撲普及講座担当：鈴木芳彦
- 優勝力士インタビュアー：小穴浩司

2019年
- フジテレビ系列28局
- 実況：向坂樹興
- ゲスト解説：荒磯親方（元・稀勢の里）
- 解説：芝田山親方（元・大乃国）
- 花道リポーター：唐橋ユミ

2020年
- フジテレビ系列28局
- 実況：鈴木芳彦
- ゲスト解説：武隈親方（元・豪栄道）
- 解説：荒磯親方（元・稀勢の里）
- 花道リポーター：今湊敬樹

2022年（開催中止）
- フジテレビ系列28局
- 実況：鈴木芳彦
- ゲスト解説：間垣親方（元・白鵬）
- 解説：二所ノ関親方（元・稀勢の里）
- 花道リポーター：竹俣紅
- インタビュアー：向坂樹興

2023年
- フジテレビ系列28局
- 実況：今湊敬樹
- ゲスト解説：君ヶ濱親方（元・隠岐の海）（向正面観客席から出演）
- 解説：宮城野親方（元・白鵬）
- 花道リポーター：海老原優香
- ゲスト：ハライチ（澤部佑は正面放送席、岩井勇気は向正面観客席からそれぞれ出演）
- インタビュアー：大川立樹

2024年
- フジテレビ系列28局
- 実況：今湊敬樹
- 解説：音羽山親方（元・鶴竜）
- ゲスト：ハライチ、松村沙友理（澤部は正面放送席から、岩井と松村は花道リポーターとして出演）
- インタビュアー：大川立樹

上記の通り2011年は八百長問題の影響により中継されなかった。2021年・2022年は下記の特別番組を放送した。

### ラジオ
- 文化放送

アナウンサーは、解説者の聞き手を務める案内役と、取組の実況者とで役割を分担している。
年度不明
- 実況：菅野詩朗
- 解説：錣山親方（元・寺尾）

2014年
- 実況：松島茂
- 解説：高砂親方（元・朝潮）
- 案内役：高橋将市
- ゲスト（リポーター兼任）：松村邦洋

2015年・2016年・2018年
- 実況：高橋将市
- 解説：若の里→西岩親方（2015年は十両在位中、2016年以降は現役引退後）
- 案内役：松島茂
- 花道リポーター：松村邦洋

2017年
- 実況：高橋将市
- 解説：北陣親方（元・麒麟児）
- 案内役：松島茂
- 花道リポーター：松村邦洋

2019年
- 実況：高橋将市
- 解説：高砂親方（元・朝潮）
- 案内役：松島茂
- 花道リポーター：松村邦洋

2020年・2022年（開催中止）
- 実況：高橋将市
- 解説：中村親方（元・嘉風）
- 案内役：菅野詩朗[注釈 6]
- 花道リポーター：山根千佳（2020年）

2023年・2024年
- 実況：高橋将市
- 解説：西岩親方（元・若の里）
- 案内役：菅野詩朗
- 花道リポーター：林家木りん→林家希林[注釈 7]（2023年9月の真打昇進時に改名）

2025年（中継中止）
- 実況：高橋将市
- 解説：甲山親方（元・大碇）
- 案内役：菅野詩朗
- 花道リポーター：山根千佳

## 歴代優勝・準優勝力士
| 年     | 回数   | 優勝         | 準優勝       | 年     | 回数   | 優勝                 | 準優勝               | 年     | 回数   | 優勝       | 準優勝     |
| ------ | ------ | ------------ | ------------ | ------ | ------ | -------------------- | -------------------- | ------ | ------ | ---------- | ---------- |
| 1977年 | 第1回  | 北の湖敏満   | 三重ノ海剛司 | 1997年 | 第21回 | 貴乃花光司 ※両日優勝 | 貴乃花光司 ※両日優勝 | 2017年 | 第41回 | 稀勢の里寛 | 貴ノ岩義司 |
| 1978年 | 第2回  | 玉ノ富士茂   | 北の湖敏満   | 1998年 | 第22回 | 曙太郎 ※両日優勝     | 曙太郎 ※両日優勝     | 2018年 | 第42回 | 栃ノ心剛史 | 玉鷲一朗   |
| 1979年 | 第3回  | 三重ノ海剛司 | 貴ノ花健士   | 1999年 | 第23回 | 魁皇博之             | 貴乃花光司           | 2019年 | 第43回 | 髙安晃     | 嘉風雅継   |
| 1980年 | 第4回  | 栃赤城雅男   | 三重ノ海剛司 | 2000年 | 第24回 | 魁皇博之 ※両日優勝   | 魁皇博之 ※両日優勝   | 2020年 | 第44回 | 髙安晃     | 妙義龍泰成 |
| 1981年 | 第5回  | 若乃花幹士   | 隆の里俊英   | 2001年 | 第25回 | 貴乃花光司           | 武蔵丸光洋           | 2021年 | 第45回 | 開催中止   | 開催中止   |
| 1982年 | 第6回  | 栃光興福     | 若乃花幹士   | 2002年 | 第26回 | 千代大海龍二         | 魁皇博之             | 2022年 | 第46回 | 開催中止   | 開催中止   |
| 1983年 | 第7回  | 千代の富士貢 | 北天佑勝彦   | 2003年 | 第27回 | 武双山正士           | 若の里忍             | 2023年 | 第47回 | 大栄翔勇人 | 豊昇龍智勝 |
| 1984年 | 第8回  | 北天佑勝彦   | 千代の富士貢 | 2004年 | 第28回 | 朝青龍明徳           | 若の里忍             | 2024年 | 第48回 | 豊昇龍智勝 | 平戸海雄貴 |
| 1985年 | 第9回  | 朝潮太郎     | 若嶋津六夫   | 2005年 | 第29回 | 白鵬翔               | 朝青龍明徳           | 2025年 | 第49回 | 髙安晃     | 若元春港   |
| 1986年 | 第10回 | 千代の富士貢 | 北天佑勝彦   | 2006年 | 第30回 | 朝青龍明徳           | 白鵬翔               |        |        |            |            |
| 1987年 | 第11回 | 千代の富士貢 | 北勝海信芳   | 2007年 | 第31回 | 朝青龍明徳           | 朝赤龍太郎           |        |        |            |            |
| 1988年 | 第12回 | 北勝海信芳   | 千代の富士貢 | 2008年 | 第32回 | 朝青龍明徳           | 時天空慶晃           |        |        |            |            |
| 1989年 | 第13回 | 千代の富士貢 | 大乃国康     | 2009年 | 第33回 | 白鵬翔               | 琴欧洲勝紀           |        |        |            |            |
| 1990年 | 第14回 | 小錦八十吉   | 霧島一博     | 2010年 | 第34回 | 豪栄道豪太郎         | 琴欧洲勝紀           |        |        |            |            |
| 1991年 | 第15回 | 曙太郎       | 霧島一博     | 2011年 | 第35回 | 開催中止             | 開催中止             |        |        |            |            |
| 1992年 | 第16回 | 琴錦功宗     | 霧島一博     | 2012年 | 第36回 | 白鵬翔               | 豪栄道豪太郎         |        |        |            |            |
| 1993年 | 第17回 | 武蔵丸光洋   | 水戸泉政人   | 2013年 | 第37回 | 鶴竜力三郎           | 豊ノ島大樹           |        |        |            |            |
| 1994年 | 第18回 | 曙太郎       | 若ノ花勝     | 2014年 | 第38回 | 碧山亘右             | 琴欧洲勝紀           |        |        |            |            |
| 1995年 | 第19回 | 曙太郎       | 武蔵丸光洋   | 2015年 | 第39回 | 日馬富士公平         | 稀勢の里寛           |        |        |            |            |
| 1996年 | 第20回 | 貴乃花光司   | 安芸乃島勝巳 | 2016年 | 第40回 | 白鵬翔               | 日馬富士公平         |        |        |            |            |

第8回までは奇数回の優勝者が翌年の決勝戦で敗退する（すなわち準優勝）、第9回までは同一力士が複数回優勝できない（当然のことながら連覇も含まれる）ジンクスがあった。

## 組み合わせ抽選会
第7回（1983年）までは、初場所の番付発表直後に抽選を行っていたが、この大会初日において、初場所にそれぞれ引退と途中休場の横綱・若乃花と同・北の湖が「休場」、大関・隆の里が体調不良で「休場」、大関・琴風（対戦相手騏ノ嵐）、同・若島津（隆の里）、関脇・北天佑（北の湖）が相手の休場で「不戦勝」と、8人いる関脇以上で相撲を取った力士が横綱・千代の富士と関脇・朝潮の2人だけという寂しい事態となり、この他にも休場した力士が2人いて、予定されていた幕内取組22番のうち6番が「不戦」となる問題点が浮上。翌年からは初場所終了後に出場がはっきりしている力士だけで抽選を行うことになった。

## 幕内トーナメントの競技方式

### 第1回（1977年） - 第9回（1985年）
2日間で1つのトーナメントを進行。1日目から2日目に16名が進出できる。1日目で敗れた力士は2日目の取組には出場できない。

### 第10回（1986年） - 第26回（2002年）
1日目・2日目別々のトーナメントを進行し、それぞれの優勝者が「総合優勝決定戦」で対戦。勝者がその年の優勝者と認定される。1日目・2日目の優勝者が同じ場合は「総合優勝決定戦」は行わず、その力士がその年の優勝者と認定される。なおこの方式は海外公演・海外巡業でトーナメント大会を開催する際に多く採用されている。

### 第27回（2003年）以降
1日で1つのトーナメントを進行し優勝者を決定する。

## 開催中止

### 2011年（第35回大会）
2011年2月6日に開催される予定だった第三十五回大会は、大会4日前の2月2日に明るみに出た大相撲八百長問題の影響により、開催中止となった。開催中止に至るまでの経緯、それに伴う対応と影響については次の通り。
フジテレビ社長（当時）の豊田皓は2010年7月30日の定例会見で、一連の大相撲野球賭博問題を受け「相撲協会の改革がどこまで進むのか注視している。来年まで少し余裕があるので、推移を見守りたい」とコメントしていた。
2011年の第三十五回大会は当日、フジテレビ系列で16:05 - 17:20、文化放送でも16:00 - 17:30に中継放送の予定となっていたが、件の八百長問題により、フジテレビ広報部は2月3日、大会の開催ならびに放送を中止することを決定した。すでにチケットはタマリ席（1万4000円）から普及席（大人1000円、子供200円）まで約9種類発売していたため、損害は1億円以上に上った。
当初は『日本大相撲トーナメント第三十五回大会』がアナログ放送としては最後の日本大相撲トーナメントの放送となる予定だったものの、『日本大相撲トーナメント第三十五回大会』の開催ならびに放送が中止となったため、『日本大相撲トーナメント第三十四回大会』の放送がアナログ放送としては事実上最後となった。

### 2021年（第45回大会）・2022年（第46回大会）
2021年の第四十五回大会は2月7日の開催を予定していたが、新型コロナウイルス感染症の緊急事態宣言の都内への発出を受け、当時初場所が開催中だった1月18日の段階で開催中止となった。
翌2022年の第四十六回大会は、2月6日の開催予定が決定しており、当初からコロナ感染対策を徹底するため、収容人員上限を5000人までに設定 し、チケットについても、最上級席の「タマリ席」と「椅子席A/B」は1席ずつ間引きした「市松模様」形式の配置、「マス席A/B/C」についても通常4人掛けの所を2人掛けのペア席に変更したうえで販売、さらに通常は「普及席（座席自由）」として運用している箇所を「椅子席B」に変更したうえでチケットを販売し、希望者にチケットとともに購入できる「相撲土産」（横綱セット・大関セット）の販売も行わないこと という条件を付けてチケットが発売された。
また平年通り、十両・幕内力士出場の各階級トーナメント戦、安治川親方（安美錦）の解説・進行による「OB戦・井筒親方（豊ノ島）VS 春日山親方（勢）」、「相撲普及講座」（初っ切り=川本、栃満、行司：式守志豊、呼び出し：大将と、幕下力士と関取による稽古の実演コーナーからなる）を開催する予定になっていた が、直前に力士など協会員の新型コロナウイルス感染が急増し、出場予定だった関取衆44名の欠場が決まったことから前日に開催中止（史上初の2年連続中止）となった。上述のチケットについても希望者は払い戻しに応じる。
2023年、3年ぶりの第47回大会として開催された本大会は「マス席は全席販売」と大幅に緩和、入場人員制限も廃止したが、「マス席（A/B/C）はペア席として販売」「普及席は椅子席Cとして販売」「椅子席（A/B/C）は1席ずつ間引き=市松模様形式」「相撲土産セットの発売は行わない」は継続された。

### 中止に伴う代替番組の対応

#### 2011年
文化放送の場合
文化放送では中継予定だった枠を代替番組として『しろバラスペシャル 大相撲たっぷり語ります』（パーソナリティ：菅野詩朗、有馬香）を放送。番組では日本相撲協会の臨時理事会 の現場からの中継リポートや、一連の八百長問題についてリスナーからFAXやメールを募集するなどの企画を実施。なお、パーソナリティの菅野は当日の実況を担当予定だった。
フジテレビの場合
フジテレビ系列（FNN・FNS）はテレビ宮崎を除いた27局が『タカトシ・温水が行く大井町線千円握って食べまくり!!』の再放送に変更となったが、番組では「この放送は2010年11月21日に放送されたものです」との字幕が表示されたのみで、トーナメント中止に関しては触れられていなかった。
テレビ宮崎では前述の番組が2011年1月30日に放送された関係で同一シリーズの『京王線食い倒れ旅』を放送した。

#### 2021年
文化放送の場合
中継を予定していた枠に、通常番組を編成。なお、15時台に放送している『スポスタ☆MIX ZONE』にて相撲関連の特集を行い、ゲストで相撲ファンの山根千佳が出演した。
フジテレビの場合
中継を予定していた枠に、『〜日本大相撲トーナメント特別編〜 大相撲バズり場所 なんでもグランプリ』（事前収録番組）を編成。過去の日本大相撲トーナメント・大相撲本場所・『ジャンクSPORTS』の大相撲特集・『新春!大相撲部屋別対抗歌合戦』（かつて放送されていた特別番組）などのアーカイブ映像や、関取の稽古に密着した未公開映像などから厳選した57本を対象に、塙宣之（ナイツ）、荒磯親方（元横綱稀勢の里）、井筒親方（元関脇豊ノ島）の解説を交えながら、大相撲観戦初心者の 王林（りんご娘）が「グランプリ」を決定した。進行を佐野瑞樹（フジテレビアナウンス室バラエティ担当部長）、ナレーションと出演者へのクイズ出題を下野紘が担当。

#### 2022年
文化放送の場合
中継を予定していた枠に、通常番組を編成。
フジテレビの場合
中継を予定していた枠に、『〜日本大相撲トーナメント・ヒストリー〜』を編成。会場の両国国技館から生中継。当初から実況・解説を担当する予定だった二所ノ関親方（稀勢の里）、間垣親方（白鵬）がそのまま出演し、さらに横野レイコ（大相撲レポーター）の進行で、当日幕内トーナメント戦の取り組みに出場を予定していた阿炎（前頭6枚目）、琴ノ若（同14枚目）が急遽ゲスト出演した。
また、フジテレビONEでは当初幕内トーナメント第1部（地上波の中継開始までの間に放送する予定だった序盤の取り組み）を生中継、地上波生中継分は第2部として当日深夜（2月7日未明）にディレー放送とする予定になっていたが、こちらも変更となり、第1部相当の時間は2020年の地上波テレビ中継箇所の再放送、第2部相当分は上記の「ヒストリー」をディレー放送した。

#### 2025年
文化放送の場合
中継を予定していた枠に、通常番組を編成。
フジテレビおよび系列局の場合
中継を予定していた枠で、月9ドラマ『119エマージェンシーコール』の第1話・第2話のダイジェストと第3話のおさらい（再放送）を放送した。通常月9ドラマを遅れネットとしているテレビ大分・テレビ宮崎も同時ネットで放送された。